# 'Nuff Said!
'Nuff Said! från 1968 är ett musikalbum med Nina Simone. Det spelades in (utom spår 1, 8, 11) vid Westbury Music Fair 7 april 1968, tre dagar efter mordet på Martin Luther King och hela konserten tillägnades hans minne. Albumet nominerades till en Emmy och innehåller en av Simones största hits i Europa, “Ain't Got No – I Got Life”.

## Information om sångerna
- “Backlash Blues” är en medborgarrättssång först inspelad på albumet Nina Simone Sings the Blues.
- “Gin House Blues”, första inspelningen på albumet Forbidden Fruit.
- “Why? (The King of Love is Dead)” är skriven av Simones basist Gene Taylor när han hört nyheten om Martin Luther Kings död. Den framfördes här för första gången. Originalinspelningen innehåller långa monologer av Simone som här är bortklippta.
- “Ain't Got No – I Got Life” är ett potpurri från musikalen Hair. Jämfört med singelversionen, som blev en hit i Europa, har albumversionen applåder från Westbury Music Fair-konserten och pålägg av trummor och (mot slutet) sång.
- “In the Morning”, en tidig Bee Gees-sång, är också en studioinspelning med tillagda applåder och presentationen från Westbury Music Fair-konserten.
- “I Loves You Porgy” är hämtad ur Gershwins Porgy och Bess.
- “Do What You Gotta Do” är en studioinspelning, också utgiven som B-sida på “Ain't Got No – I Got Life”. Sången används i filmen Bridget Jones dagbok.
- “Please Read Me” är en cover av en annan tidig Bee Gees-sång från albumet Bee Gees 1st (1967).

## Låtlista
1. In the Morning (Barry Gibb) – 2:23
2. Sunday in Savannah (Hugh MacKay) – 6:14
3. Backlash Blues (Nina Simone/Langston Hughes) – 2:48
4. Please Read Me (Barry Gibb/Robin Gibb) – 2:53
5. Gin House Blues (Fletcher Henderson/Henry Troy) – 3:09
6. Why? (The King of Love is Dead) (Gene Taylor) – 12:52
7. Peace of Mind (Nick Woods) – 2:46
8. Ain't Got No – I Got Life (Galt MacDermot/Jim Rado/Gerome Ragni) – 2:11
9. I Loves You, Porgy (George Gershwin/Ira Gershwin/DuBose Heyward) – 3:28
10. Take My Hand Precious Lord (Tommy Dorsey) – 1:57
11. Do What You Gotta Do (Jimmy Webb) – 3:00

## Inspelningsdata
7 april 1968 live i Westbury, New York (spår 2–7, 9–10)
13 maj 1968 i RCA Studios, New York (spår 1, 8)
24 juni 1968 i RCA Studios, New York (spår 11)

## Musiker
- Nina Simone – sång, piano
- Rudy Stevenson – gitarr (spår 2–7, 9–10)
- Henry Young – gitarr (spår 1, 8)
- Samuel Waymon – orgel (spår 1–10)
- Gene Taylor – bas (spår 1–10)
- Buck Clarke – trummor (spår 1–10)
- Wilbur Bascomb, Harold Johnson, Joseph Shepley – trumpet (spår 11)
- Garnett Brown – trombon (spår 11)
- F. Haywood – saxofon (spår 11)
- Eric Gale, Carl Lynch, Henry Young – gitarr (spår 11)
- Paul Griffin – piano (spår 11)
- Gerald Jemmott – bas (spår 11)
- Bernard Purdie – trummor (spår 11)
- Gordon Powell – slagverk, vibrafon, tamburin (spår 11)
- Horace Ott – dirigent (spår 11)